# ساموئل ایده
ساموئل ایده، (به نروژی: Samuel Eyde) (زاده ۲۹ اکتبر ۱۸۶۶ - درگذشته ۲۱ ژوئن ۱۹۴۰) کارآفرین، صنعتگر و مهندس نروژی بود، که در سال ۱۹۰۵ شرکت نورسک هیدرو را تأسیس نمود.